# S-Oil
S-Oil Corporation er et sydkoreansk olieselskab med hovedkvarter i Seoul. Forretningerne omfatter olie- og benzinselskab, olieraffinaderi, petrokemi og smøremiddel. Virksomheden blev etableret i 1976 som Iran-Korea petroleum company og aktiemajoriteten ejes i dag af Saudi Aramco.